# Wierna Rzeka (rzeka)
Wierna Rzeka, dawniej Łososina, Łośna, Łosośna, Łososinka – rzeka w województwie świętokrzyskim, w powiecie kieleckim, lewy dopływ Białej Nidy, o długości 35,6 km i powierzchni dorzecza 314 km². Płynie przez Płaskowyż Suchedniowski, Wzgórza Łopuszańskie i Pasmo Przedborsko-Małogoskie.
Rzeka jako Łososinka wypływa z łąk na południowy wschód od wsi Radoszyce, w rejonie miejscowości Straszów. W rejonie miejscowości Piotrowiec łączy się z jej prawym dopływem - Wierną Rzeką przejmując od tego miejsca jego nazwę. Tworzy przełom między Pasmem Chęcińskim a Pasmem Przedborsko-Małogoskim, a do Białej Nidy uchodzi w rejonie wsi Bolmin, na zachód od Chęcin.
Główne dopływy:
- prawe: Czarny Lasek,
- lewe: Olszówka, Czarne Stoki, Kalisz.

Ważniejsze miejscowości nad rzeką: Straszów, Grzymałków, Kuźniaki, Łosień, Bocheniec.
Położony koło Gnieździsk przystanek kolejowy Wierna Rzeka, którego nazwa wywodzi się od rzeki, jest punktem początkowym  żółtego szlaku turystycznego prowadzącego do Chęcin.

## Zbiornik retencyjny
Od roku 2017 trwają przygotowania do budowy 72-hektarowego zbiornika wodnego o nazwie “Wierna Rzeka”, który ma powstać na rzece Łososinie na granicy trzech gmin: Łopuszno, Piekoszów i Strawczyn. Zbiornik ma pełnić zarówno funkcję retencyjną jak i rekreacyjną. W grudniu 2020 podpisano umowę o przekazaniu gruntów pod budowę. Ukończenie inwestycji planowane jest na rok 2028.

## Nazwa
Rzeka pod nazwą Łośna upamiętniona została przez Stefana Żeromskiego w powieści Wierna rzeka z 1912 roku. Nad Łośną miała miejsce opisana w powieści bitwa pod Małogoszczem, a pierwowzorem powieściowego dworu Niezdoły był dwór Saskich w Rudzie Zajączkowskiej. Łośna stała się "wierną" rzeką, ponieważ staje się pomocą w najbardziej dramatycznych dla bohaterów momentach i ponieważ potrafi zachować ich najgłębsze tajemnice: ratuje i obmywa rany powstańca, głównego bohatera powieści, chroni przed Moskalami w swoich wodach tajne plany Rządu Narodowego i w końcu jej bohaterka powierza pieniądze otrzymane w zamian za utraconą miłość.
Na fali popularności powieści już w okresie międzywojennym obok historycznych nazw Łososina lub Łośna powszechnie weszła do użytku nieoficjalna nazwa Wierna Rzeka. Znalazło to odzwierciedlenie na mapach i w przewodnikach. Od rzeki nazwano wówczas przystanek kolejowy Wierna Rzeka. W 1933 w dekanacie małogoskim powstała parafia Wierna, obecnie funkcjonująca w dekanacie piekowszewskim. Na początku XXI wieku części wsi Ruda Zajączkowska (Kolonia), która po reformie 1975 roku znalazła się w gminie Piekoszów, nadano nazwę Wierna Rzeka.
Obecnie nazwa Wierna Rzeka obowiązuje jako oficjalna, lecz w przewodnikach, na mapach i w literaturze również używa się nazw dawniejszych: Łosośna, Łośna, Łososina, Łososinka. Według niektórych źródeł nazwa rzeki w górnym biegu to Łososinka, a w dolnym biegu to Wierna Rzeka.

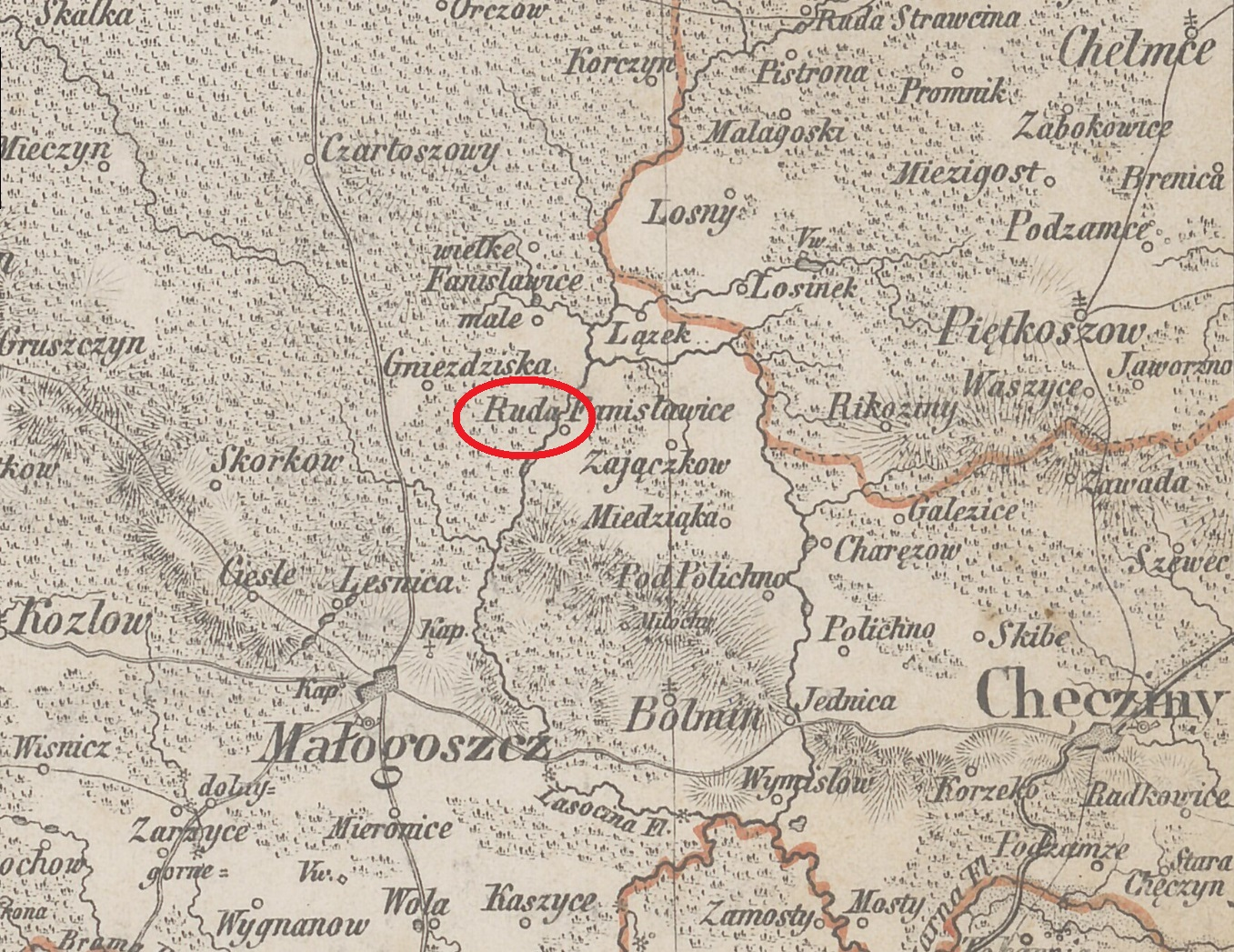
Łososina ("Lasocina Fl.") na mapie z połowy XIX wieku. Zaznaczona lokalizacja Rudy Zajączkowskiej (Niezdoły z powieści Wierna rzeka)